# Bernardino de Campos (ort)
Bernardino de Campos är en ort i Brasilien.   Den ligger i kommunen Bernardino de Campos och delstaten São Paulo, i den södra delen av landet, 800 km söder om huvudstaden Brasília. Bernardino de Campos ligger 698 meter över havet och antalet invånare är 9 342.
Terrängen runt Bernardino de Campos är huvudsakligen platt. Bernardino de Campos ligger uppe på en höjd. Närmaste större samhälle är Ipauçu, 16,3 km väster om Bernardino de Campos.
Omgivningarna runt Bernardino de Campos är huvudsakligen savann. Runt Bernardino de Campos är det ganska glesbefolkat, med 32 invånare per kvadratkilometer.